# Heather McComb
Pour les articles homonymes, voir McComb.
Heather McComb est une actrice américaine, née le 2 mars 1977 à Barnegat Township, New Jersey (États-Unis).

## Biographie
Elle s'est mariée à James Van Der Beek (héros de la série à succès Dawson) en 2003 avant de divorcer en 2009.

## Filmographie

### Cinéma
- 1989 : New York Stories (New York Stories) : Zoe
- 1991 : Kickboxer 2 : Le Successeur : joey
- 1992 : Telemaniacs (Stay Tuned) : Diane Knable
- 1993 : Beethoven 2 (Beethoven's 2nd) : Michelle
- 1996 : God's Lonely Man : Christiane Birsh
- 1998 : Wild Horses : Autumn
- 1998 : Un élève doué (Apt Pupil) : Becky Trask
- 1998 : Un privé à L.A. ([Where's Marlowe?) : Trophy Wife
- 1999 : Freak Talks About Sex : Nichole
- 1999 : The Joyriders : Crystal
- 1999 : Ma mère, moi et ma mère (Anywhere But Here) : Janice Pearlman
- 1999 : 2 Little, 2 Late : Holly Shannon
- 2000 : Artie : Emily Miller
- 2001 : Don's Plum : Constance
- 2001 : Nice Guys Finish Last : Suzie
- 2002 : Devious Beings : Jodie
- 2003 : All the Real Girls : Mary-Margaret
- 2005 : Dependency : Lisa
- 2006 : Steel City : Lucy James
- 2008 : Ocean of Pearls : Susan Clark
- 2009 : Chasing the Green : Lynn
- 2009 : 2012 Supernova : Laura

### Télévision

#### Séries télévisées
- 1990 : Alien Nation : Cindy
- 1990 : The Outsiders : Belinda Jenkins
- 1990 : Nos plus belles années (Thirtysomething) : Melodie Klein
- 1991 : Jack Killian, l'homme au micro (Midnight Caller) : Katherine Morano
- 1991 : Madame est servie (Who's the Boss?) : Patricia
- 1991 : Les Années coup de cœur (The Wonder Years) : Cindy
- 1994 : Une maman formidable (Grace Under Fire) : Julia Shirley
- 1994 : Les Anges de la ville (Sirens) : Laura Downey
- 1995 : La Vie à tout prix (Chicago Hope) : Melissa Connell
- 1995 : X-Files : Aux frontières du réel (épisode La Main de l'enfer) : Shannon Ausbury
- 1995 : Code Lisa (Weird Science) : Tori
- 1996 : Un tandem de choc (Due South) : Celine
- 1996 : Townies : Stacy
- 1997 : MillenniuM : Maddie Haskell
- 1997-1998 : Profiler : Frances Malone
- 1998-1999 : La Vie à cinq (Party of Five) : Maggie
- 1999 : The Practice : Bobby Donnell et Associés : Lynette Hayes
- 2001 : Le Protecteur (The Guardian) : Dina Jameson
- 2002 : La Vie avant tout (Strong Medicine) : Cecelia
- 2002 : Les Experts : Miami (CSI Miami) : Ginny Taylor
- 2003 : FBI : Opérations secrètes (The Handler) : Jackie
- 2005 : Killer Instinct : Sarah Miller
- 2005 : Preuve à l'appui (Crossing Jordan) : Kate
- 2005 : Les Experts : Manhattan (CSI N.Y.) : Heather Davison
- 2005 : The Inside : Dans la tête des tueurs : Holly Lynn Krandall
- 2006 : FBI : Portés disparus (Without a Trace) : Megan Sullivan
- 2007 : Shark : Janet Butler
- 2008 : Prison Break : Rita Morgan
- 2010 : The Event : Agent Angela Collier

#### Téléfilms
- 1996 : Generation X : Jubilation Lee / Jubilee
- 1996 : Un amour étouffant (No One Would Tell) : Nicki
- 2000 : Sex Revelations (If These Walls Could Talk 2) : Diane (segment "1972")
- 2008 : Requins : L'Armée des profondeurs (Shark Swarm) : Amy Zuckerman
- 2017 : Les mauvais choix de ma fille (Girl Followed) : Abby
- 2019 : Ma fille dans les bras d'un tueur (Cradle Robber) de Danny Buday : Nancy